# IC 4751
IC 4751 је спирална галаксија у сазвјежђу Паун која се налази на листи објеката дубоког неба у Индекс каталогу.
Деклинација објекта је - 62° 6' 42" а ректасцензија 18h 43m 19,5s. Привидна величина (магнитуда) објекта IC 4751 износи 13,1 а фотографска магнитуда 14,1. IC 4751 је још познат и под ознакама ESO 140-40, FAIR 183, AM 1838-620, PGC 62317.